# Pteronymia apuleia
Pteronymia apuleia är en fjärilsart som beskrevs av William Chapman Hewitson 1868. Pteronymia apuleia ingår i släktet Pteronymia och familjen praktfjärilar. Inga underarter finns listade.